# Liga Santafesina de Football 1913
La Liga regional santafesina de football 1913 fue la séptima edición del campeonato de fútbol en la ciudad de Santa Fe. 
Participaron 6 equipos y el campeón fue Colón, que obtuvo su primer título de primera división.

### Tabla de posiciones
| Pos | Equipo     | Pts | PJ | G | E | P | GF | GC | Dif |
| 1.º | Colón      | 16  | 10 | 7 | 2 | 1 | 9  | 4  | 5   |
| 2.º | Unión      | 14  | 10 | 6 | 2 | 2 | 15 | 8  | 7   |
| 3.º | 9 de julio | 12  | 10 | 5 | 2 | 3 | 9  | 5  | 4   |
| 4.º | Argentine  | 9   | 10 | 3 | 3 | 4 | 2  | 7  | -5  |
| 5.º | Peñarol    | 7   | 10 | 2 | 3 | 5 | 4  | 14 | -10 |
| 6.º | Federal    | 2   | 10 | 1 | 0 | 9 | 1  | 2  | -1  |